# Klein Rödersdorf
Klein Rödersdorf war ein Ort im Kreis Heiligenbeil in Ostpreußen. Zugehörig waren die Ortsteile Fuchsberg und Jarfttahl. Die Ortsstelle befindet sich heute im Rajon Bagrationowsk (Stadtkreis Preußisch Eylau) in der Oblast Kaliningrad (Gebiet Königsberg (Preußen)) der Russischen Föderation.

## Geographische Lage
Die Ortsstelle Klein Rödersdorf liegt nördlich der Wituschka (deutsch Jarft) im Südwesten der Oblast Kaliningrad, elf Kilometer nordöstlich der früheren Kreisstadt Heiligenbeil (russisch Mamonowo) bzw. 35 Kilometer nordwestlich der jetzigen Rajonshauptstadt Bagrationowsk (deutsch Preußisch Eylau).

## Geschichte

### Klein Rödersdorf
Der Rittergutsort Rödersdorf mit seinen ausgedehnten Parkanlagen am Ufer der Jarft wurde erst nach 1785 Klein Rödersdorf genannt – nur wenige Kilometer von Groß Rödersdorf (russisch Nowosjolowo) entfernt. Im Jahre 1874 kam der Gutsbezirk Klein Rödersdorf dann zum neu errichteten Amtsbezirk Groß Rödersdorf im ostpreußischen Kreis Heiligenbeil. 124 Einwohner zählte Klein Rödersdorf im Jahre 1910, nachdem er am 2. Juli des gleichen Jahres von einem Gutsbezirk in eine Landgemeinde umgewandelt worden war.
Am 30. September 1928 vergrößerte sich die Landgemeinde Klein Rödersdorf, zu der bereits die Ziegelei Fuchsberg und das Vorwerk Jarftthal gehörten, um den Nachbargutsbezirk Jarft. Die Zahl der Einwohner der auf diese Weise neu geformten Gemeinde belief sich 1933 auf 237 und 1939 auf 233.
In Kriegsfolge kam Klein Rödersdorf 1945 mit dem gesamten nördlichen Ostpreußen zur Sowjetunion. Eine russische Namensgebung ist nicht bekannt, ebenso wenig die Zuordnung zu einem Dorfsowjet. Möglicherweise ist Klein Rödersdorf im dann Nowosjolowo genannten Groß Rödersdorf aufgegangen. Heute gilt Klein Rödersdorf als untergegangen. Seine Ortsstelle liegt im Rajon Bagrationowsk (Stadtkreis Preußisch Eylau) in der russischen Oblast Kaliningrad (Gebiet Königsberg (Preußen)).

#### Fuchsberg
Ein Wohnplatz im Guts- bzw. Gemeindegebiet von Klein Rödersdorf war Fuchsberg. Der Ortsteil bestand aus einer Ziegelei und wurde 1820 als ein Vorwerk zu Klein Rödersdorf genannt. Bis 1945 war Fuchsberg mit Klein Rödersdorf verbunden. Nach 1945 galt es als untergegangen.

#### Jarftthal
Ein anderer Wohnplatz in Klein Rödersdorf war der nach seiner Lage im Flussgebiet von Jarft (russisch Wituschka) benannten Ort Jarftthal. Er bestand aus einem kleinen Gehöft als Vorwerk zur Guts- bzw. Landgemeinde Klein Rödersdorf. Wie Fuchsberg war Jarftthal bis 1945 mit Klein Rödersdorf verbunden und galt auch nach 1945 als untergegangen.

## Religion
Bis 1945 war Klein Rödersdorf mit Fuchsberg und Jarftthal dem Kirchspiel der evangelischen Kirche Bladiau (russisch Pjatidoroschnoje) in der Kirchenprovinz Ostpreußen der Kirche der Altpreußischen Union zugehörig.

## Verkehr
Die nur noch begrenzt erkennbare Ortsstelle von Klein Rödersdorf liegt südlich der Kommunalstraße 27K-157, die von Nowosjolowo (Groß Rödersdorf) an der Fernstraße 27A-002 (frühere russische R 516, ehemalige deutsche Reichsautobahn Berlin–Königsberg („Berlinka“)) bis nach Pjatidoroschnoje (Bladiau) an der Regionalstraße 27A-020 (russische A 194 bzw. deutsche Reichsstraße 1) verläuft.